# Bye Bye Butterfly
Bye Bye Butterfly – polski duet muzyczny, powstał w 2014 roku z inicjatywy wokalistki, autorki tekstów i piosenek Oli Bilińskiej oraz klawiszowca Daniela Pigońskiego.
Debiutancki album studyjny formacji zatytułowany Do Come By ukazał się 17 kwietnia 2015 roku. Nagrania wydała oficyna Thin Man Records. Płyta została nagrana w warszawskim Adam Mickiewicz Studio we współpracy z Maciejem Cieślakiem, który był koproducentem płyty, a także zagrał na gitarze elektrycznej, gitarze basowej oraz instrumentach klawiszowych. Mastering wykonał laureat Fryderyka – Adam Toczko, znany m.in. ze współpracy z takimi wykonawcami jak Acid Drinkers, Apteka, czy Edyta Bartosiewicz.

## Dyskografia
| Rok  | Tytuł                                                           | Pozycja na liście |
| Rok  | Tytuł                                                           | POL               |
| ---- | --------------------------------------------------------------- | ----------------- |
| 2015 | Do Come By - Data: 17 kwietnia 2015 - Wydawca: Thin Man Records | 37                |

## Teledyski
| Rok  | Tytuł                   | Reżyseria    | Album      |
| ---- | ----------------------- | ------------ | ---------- |
| 2015 | „Farewell, I’m Falling” | Kris Serafin | Do Come By |